# Blanca Suárez
Pour les articles homonymes, voir Suárez.
Blanca Suárez, née le 21 octobre 1988 à Madrid, est une actrice et mannequin espagnole.
Elle est principalement connue pour son rôle dans les séries El Internado (2007-2010) et Les Demoiselles du Téléphone (2017-2020) et au cinéma pour le film Malgré tout (2019), mais aussi pour avoir tourné deux fois avec le réalisateur Pedro Almodóvar, dans La piel que habito (2011) et Les Amants passagers (2013).

## Biographie
Blanca Martínez Suárez est née le 21 octobre 1988 à Madrid. Elle est la fille cadette d'un architecte et de Laura Suárez, banquière à Madrid. Son frère, de onze ans son aîné, se nomme Pedro Martínez Suárez.
Elle a commencé ses études d'actrice à la Tritón de Artes Escénicas en 1996, à l'âge de huit ans, dont elle a été membre pendant treize ans, jusqu'en 2009, date à laquelle elle a commencé l'une de ses premières expériences à l'écran avec la série télévisée El Internado.
À ses débuts en tant qu'actrice, elle s'inscrit à l'Université Roi Juan Carlos de Madrid pour obtenir un diplôme en communication audiovisuelle, mais elle abandonne ses études pour se consacrer pleinement à sa carrière.

## Carrière

### 2007-2013: Grand début et montée en puissance
Blanca Suárez commence sa carrière en 2007 avec un rôle secondaire dans le film Shiver. C'est son interprétation de Julia Medina dans la série télévisée El Internado sur Antena 3 qui va la faire connaître : à partir de là, elle est sollicitée pour de nombreux courts-métrages, séries et films, et devient l'un des visages les plus demandés par la presse féminine (Cosmopolitan, Glamour, Elle, etc.) et par la publicité (campagne Pantene pour le soin du cheveu) en Espagne.
En 2011, elle intègre la distribution de El Barco et interprète le personnage de Ainhoa. La série est produite par GloboMedia est diffusée sur Antena 3. Une version moderne de l'Arche de Noe dans laquelle elle incarne la jeune Aihnoa au côté de l'acteur Mario Casas. La série est vendue à travers le monde et est diffusée en France via Walooka, une plate-forme de streaming légale.
Pedro Almodóvar, en lui offrant un rôle dans La piel que habito en 2011, puis dans Les Amants passagers en 2013, lui donne les moyens d'une reconnaissance internationale.

### 2014-2016: Diversification dans plusieurs projets

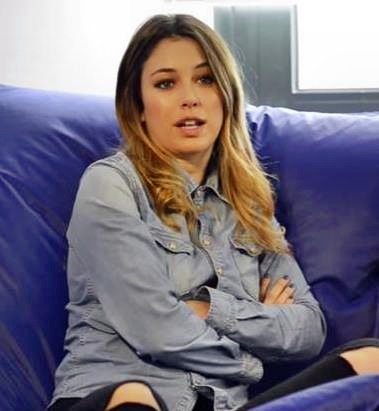
Blanca Suárez en 2015.

2014 marque son grand retour en Espagne. Après s'être fait discrète dans les médias, elle revient le temps d'un épisode de Cuentame un Cuento sur Antena 3 où elle incarne une version moderne de Blanche Neige. Elle reste dans cet univers de conte de fée en jouant "La Belle et la bête" (la Bella y la bestia) un téléfilm produit par Mediaset España et Lux vide.
Ce retour amorce ses projets puisqu'en 2015, elle enchaîne petit et grand écran. Elle joue dans Los Nuestros une mini-série de Telecinco dans laquelle elle interprète une tireuse d'élite en pleine guerre au Mali. Un rôle fort qui montre ses talents d'actrice. Elle subit un entrainement avec l'armée afin de coller à son personnage. La mini-série rebaptisée Les otages du désert est achetée par le groupe M6. Au cinéma, elle retrouve Yon Gonzalez dans le film Perdiendo el Norte qui est présenté en octobre 2015 au festival Cinespaña de Toulouse
Il semblerait qu'elle soit de retour sur le petit écran pendant un moment. Elle rejoint en mars 2015 le tournage de la série historique Carlos, rey emperador qui retrace la vie du célèbre empereur. Il y interprète le rôle de l'impératrice Isabelle. La série est présentée au Festival de Vitoria et diffusée à partir du 7 septembre sur TVE. Le personnage de Blanca fait son arrivée à partir du troisième épisode mais son personnage ne devient récurrent qu'à partir de l'épisode 8 avec son arrivée à la cour de Castille.

### Depuis 2017: Tête d'affiche et révélation internationale avec Netflix

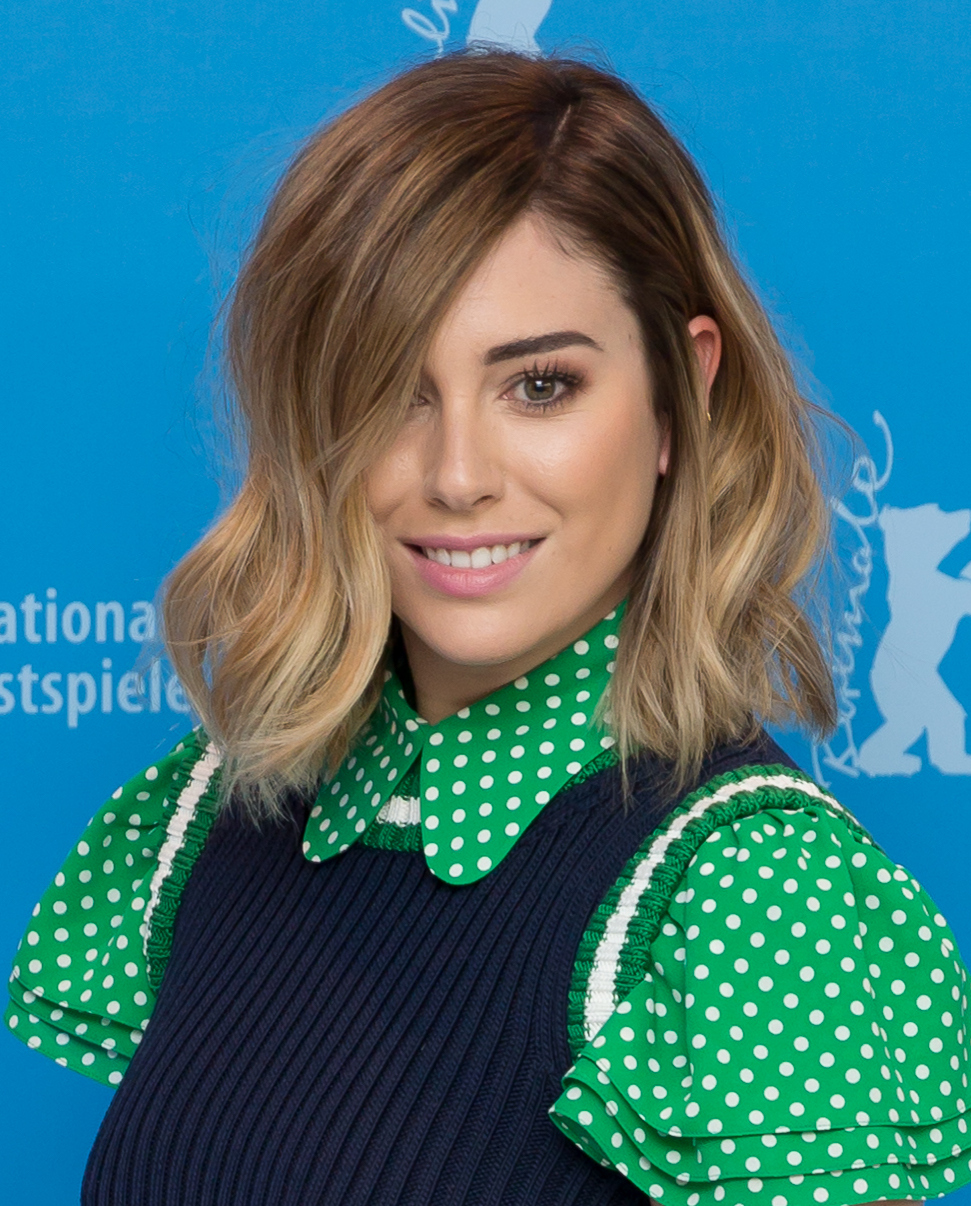
Blanca Suárez au Berlinale 2017.

Le 18 juillet 2016, elle signe pour la première série originale espagnole Netflix, nommée Les Demoiselles du Téléphone de Ramón Campos, produite par Netflix et Bambú Producciones.  Elle joue Lidia Aguilar, partageant la vedette avec Maggie Civantos, Ana Fernández, Nadia de Santiago et Ana María Polvorosa.
La première saison a été diffusée dans le monde entier le 28 avril 2017. En juin 2017, le renouvellement de la série pour une deuxième et une troisième saison a été annoncé. En septembre 2018, une quatrième saison a été annoncée, sortie le 9 août 2019. Le 3 juillet 2020, une cinquième et dernière saison de la série a été diffusé sur la plateforme Netflix.
En mars 2017, elle joue avec les acteurs Secun de la Rosa, Carmen Machi et Mario Casas, dans le film El bar, d'Álex de la Iglesia, où elle tient l'un des rôles principaux.
En octobre de la même année, le tournage a commencé pour Tiempo después, réalisé par José Luis Cuerda, dans lequel elle interprète le personnage de Méndez. Le film a été projeté pour la première fois en septembre 2018 dans le cadre du Festival international du film de Saint-Sebastián, avec des critiques positives. En octobre 2018, le tournage du film original Netflix Malgré tout débute. Elle joue le rôle de Sara, et partage ainsi la vedette avec Macarena García, Belén Cuesta et Amaia Salamanca.
En janvier 2020, Netflix annonce la série originale espagnole, Jaguar dans laquelle l'actrice joue le personnage principal. La première mondiale de la série a eu lieu le 22 septembre 2021.

## Autres activités
En octobre 2013, elle devient la nouvelle image de la marque de lingerie italienne Intimissimi.
Depuis février 2014, elle écrit des blogs et pose pour Vogue España. Depuis 2016, elle est l'une des ambassadrices de Samsung en Espagne,.

## Vie privée
De mars 2011 à janvier 2014, elle a été en couple avec l'acteur Miguel Ángel Silvestre, qu'elle a rencontré sur le plateau du film The Pelayos,.
De janvier à septembre 2014, elle fréquente le chanteur Dani Martín,. D'octobre 2015 à janvier 2018, elle était en couple avec l'acteur Joel Bosqued (es).
À partir de mars 2018, elle est en couple avec l'acteur Mario Casas, mais ils se séparent en septembre 2019,.
Depuis 2020 , elle est en couple avec l'acteur espagnol Javier Rey.

## Filmographie

### Cinéma

#### Longs métrages
- 2008 : Cobardes de José Corbacho et Juan Cruz : Redactora
- 2008 : Shiver (Eskalofrío) d'Isidro Ortiz : Ángela
- 2009 : Fuga de cerebros de Fernandez González : Voz angelical
- 2009 : El cónsul de Sodoma de Sigfrid Monleón : Sandra
- 2010 : Carne de neón (es) de Paco Cabezas : Verónica
- 2011 : La piel que habito de Pedro Almodóvar : Norma Ledgard
- 2012 : The Pelayos de Eduard Cortés : Ingrid
- 2012 : Miel de naranjas (es) de Imanol Uribe : Carmen
- 2013 : Les Amants passagers (Los amantes pasajeros) de Pedro Almodóvar : Ruth
- 2015 : On marche sur la tête de Nacho G. Velilla : Carla
- 2015 : Mi gran noche d'Álex de la Iglesia : Paloma
- 2016 : My Bakery in Brooklyn de Gustavo Ron : Daniella
- 2017 : El bar d'Álex de la Iglesia : Elena
- 2018 : Tiempo después de José Luis Cuerda : Méndez
- 2019 : Malgré tout (A pesar de todo) de Gabriela Tagliavini : Sara
- 2020 : El verano que vivimos (es) de Carlos Sedes : Lucía Vega

En projet
- 2022 : El cuarto pasajero (es) d'Álex de la Iglesia :  Lorena
- date indéterminée : El Test de Dani de la Orden (en tournage)

#### Courts métrages
- 2008 : Estoy prohibido de David Cánovas : Bailaora
- 2009 : Universos de José Corbacho et Juan Cruz : la fille
- 2010 : Hemisferio de Luis María Ferrández

### Télévision

#### Séries télévisées
- 2007-2010 : El Internado : Julia Medina (rôle principal - 63 épisodes)
- 2011-2013 : El barco : Ainhoa Montero[5] (36 épisodes)
- 2014 : Cuéntame un cuento[7] : Nieves (1 épisode)
- 2014 : Beauty and the Beast[8] : Beauty (2 épisodes)
- 2015 : Los nuestros[9]/ Les otages du désert (mini-série)[11] : Isabel Santana (rôle principal - 3 épisodes)
- 2015 : Carlos, rey emperador[16] : Isabelle de Portugal (rôle principal - 9 épisodes)
- 2016 : Lo que escondian sus ojos : Sonsoles de Icaza (4 épisodes)
- 2017-2020 : Les Demoiselles du téléphone (Las Chicas del Cable) : Alba Romero Méndez / Lidia Aguilar Dávila (rôle principal - 42 épisodes)
- 2021 : Jaguar : Isabel Garrido (rôle principal - 6 épisodes)
- 2021 : L'Internat: Las Cumbres (El internado: Las Cumbres) : Julia Medina (invité sous forme de caméo - 1 épisode)
- 2024 : Respira : la chirurgienne Jésica Donoso

### Clips vidéos
- 2010 : Estoy prohibido de Ladrones
- 2014 : Emocional de Dani Martín

## Prix et nominations
- 2009 : prix du visage révélation au Festival de Saint-Sébastien
- 2011 : prix Ondas et Fotogramas de Plata de la meilleure actrice espagnole de télévision
- 2012 : nomination au Goya de la meilleure actrice révélation ; Fotogramas de Plata de l'actrice espagnole la plus recherchée sur Internet
- 2013 : Trophée Chopard de la révélation féminine au Festival de Cannes
- 2014 : Fotogramas de Plata de la personnalité la plus populaire sur le site de Fotogramas[35]
- 2018 : Prix Platino de la meilleure interprétation féminine de mini-série ou de téléfilm pour Les demoiselles du téléphone[36]

## Voix françaises
- Caroline Mozzone[37] dans :
  - Jaguar (série télévisée)
  - Respira (série télévisée)

- Nastassja Girard dans Les Amants passagers[38]
- Marie Tirmont dans Les otages du désert[37] (série télévisée)
- Véronique Desmadryl dans Les Demoiselles du téléphone[37] (série télévisée)
- Véronique Picciotto dans Malgré tout[37]